# 金·布鲁恩
金·布鲁恩（丹麥語：Kim Bruun，1993年8月21日—），韓裔丹麥男子羽毛球運動員。

## 簡歷
金·布魯恩是出生於韓國的韓裔，在出生後三個月被丹麥夫婦收養，並在哥本哈根長大，本身並不會說韓語。
2014年5月，金·布魯恩出戰希臘國際賽，贏得男子單打比賽冠軍。年內，他又在西班牙公開賽打進男單準決賽。

## 主要比賽成績
只列出曾進入準決賽的國際賽事成績：
| 年份   | 賽事                 | 公開賽級別 | 項目     | 拍檔         | 成績   |
| ------ | -------------------- | ---------- | -------- | ------------ | ------ |
| 2010年 | 冰島羽毛球國際賽     | 未來系列賽 | 男子單打 | －           | 冠軍   |
| 2011年 | 歐洲青年羽毛球錦標賽 | 其他       | 混合團體 | －           | 季軍   |
| 2012年 | 羅馬尼亞羽毛球國際賽 | 國際系列賽 | 男子單打 | －           | 準決賽 |
| 2012年 | 捷克羽毛球國際賽     | 國際挑戰賽 | 男子單打 | －           | 亞軍   |
| 2014年 | 希臘羽毛球國際賽     | 國際系列賽 | 男子單打 | －           | 冠軍   |
| 2014年 | 西班牙羽毛球公開賽   | 國際挑戰賽 | 男子單打 | －           | 準決賽 |
| 2015年 | 希臘羽毛球國際賽     | 國際系列賽 | 男子單打 | －           | 準決賽 |
| 2015年 | 蘇格蘭羽毛球大獎賽   | 大獎賽     | 男子單打 | －           | 準決賽 |
| 2016年 | 冰島羽毛球國際賽     | 國際系列賽 | 男子單打 | －           | 冠軍   |
| 2016年 | 希臘羽毛球公開賽     | 國際系列賽 | 男子單打 | －           | 冠軍   |
| 2016年 | 希臘羽毛球國際賽     | 未來系列賽 | 男子單打 | －           | 亞軍   |
| 2016年 | 白夜羽毛球賽         | 國際挑戰賽 | 男子單打 | －           | 準決賽 |
| 2016年 | 匈牙利羽毛球國際賽   | 國際系列賽 | 男子單打 | －           | 冠軍   |
| 2016年 | 愛爾蘭羽毛球公開賽   | 國際挑戰賽 | 男子單打 | －           | 準決賽 |
| 2017年 | 冰島羽毛球國際賽     | 國際系列賽 | 男子單打 | －           | 準決賽 |
| 2017年 | 芬蘭羽毛球公開賽     | 國際挑戰賽 | 男子單打 | －           | 準決賽 |
| 2017年 | 希臘羽毛球國際賽     | 未來系列賽 | 男子單打 | －           | 冠軍   |
| 2017年 | 希臘羽毛球國際賽     | 未來系列賽 | 男子雙打 | Sjang Lu Kaj | 準決賽 |
| 2017年 | 希臘羽毛球公開賽     | 國際系列賽 | 男子單打 | －           | 冠軍   |
| 2017年 | 意大利羽毛球國際賽   | 國際挑戰賽 | 男子單打 | －           | 準決賽 |
| 2018年 | 加拿大羽毛球公開賽   | 超級100賽  | 男子單打 | －           | 準決賽 |
| 2019年 | 斯洛伐克羽毛球公開賽 | 未來系列賽 | 男子單打 | －           | 冠軍   |
| 2019年 | 葡萄牙羽毛球國際賽   | 國際系列賽 | 男子單打 | －           | 準決賽 |
| 2019年 | 白夜羽毛球賽         | 國際挑戰賽 | 男子單打 | －           | 準決賽 |
| 2019年 | 比利時羽毛球國際賽   | 國際挑戰賽 | 男子單打 | －           | 準決賽 |
| 2021年 | 比利時羽毛球國際賽   | 國際挑戰賽 | 男子單打 | －           | 準決賽 |
| 2022年 | 比利時羽毛球國際賽   | 國際挑戰賽 | 男子單打 | －           | 亞軍   |
| 2023年 | 波蘭羽毛球國際賽     | 國際系列賽 | 男子單打 | －           | 準決賽 |

| 2007-2017年 | 首要超級賽 | 超級賽 | 黃金大獎賽 | 大獎賽 | 國際挑戰賽 | 國際系列賽 | 未來系列賽 | 其他 |

| 2018-2026年 | 總決賽 | 超級1000賽 | 超級750賽 | 超級500賽 | 超級300賽 | 超級100賽 | 國際挑戰賽 | 國際系列賽 | 未來系列賽 | 其他 |